# Анисимов, Павел Петрович (1947)
Павел Петрович Анисимов (12 августа 1947, Харабали, Астраханская область — 5 ноября 2024) — государственный деятель, член Совета Федерации (1997—2001), председатель Астраханского областного Представительного Собрания и Государственной думы Астраханской области (1997—2006).

## Биография
Окончил Астраханский педагогический институт; работал учителем Волжской средней школы Наримановского района Астраханской области; служил в Советской Армии (1969—1970); находился на комсомольской и партийной работе.

### Политическая карьера
В 1990—1994 — заместитель председателя Астраханского областного Совета народных депутатов; в 1994—1997 — управляющий Астраханского регионального отделения Фонда социального страхования РФ.
26 октября 1997 года был избран депутатом Астраханского областного Представительного собрания второго созыва, в ноябре 1997 — председателем собрания. 28 октября 2001 был вновь избран депутатом, затем — председателем областного Представительного собрания третьего созыва, которое в ноябре 2001 было переименовано в Государственную Думу Астраханской области.
С декабря 1997 по должности входил в состав Совета Федерации Федерального Собрания РФ, являлся членом Комитета по вопросам социальной политики, заместителем председателя Комиссии по регламенту и парламентским процедурам, членом Счетной комиссии; в декабре 2001 сложил полномочия члена Совета Федерации в связи с избранием в него представителя от областного Собрания в соответствии с новым порядком формирования верхней палаты российского парламента.
Награждён орденом Почёта (2000).
Умер 5 ноября 2024 года в возрасте 77 лет.